# Proplanicoxa galtoni
La proplanicoxa (Proplanicoxa galtoni) è un dinosauro erbivoro appartenente agli ornitopodi. Visse nel Cretaceo inferiore (Barremiano, circa 125 milioni di anni fa) e i suoi resti fossili sono stati ritrovati in Inghilterra.

## Descrizione
Questo dinosauro è conosciuto grazie ad alcuni fossili incompleti, comprendenti tredici vertebre dorsali, un osso sacro con entrambi gli ilii, parte del pube e dell'ischio. Questi fossili non permettono una ricostruzione dettagliata dell'animale, ma dal raffronto con resti simili appartenuti a dinosauri più conosciuti (come Iguanodon), si suppone che siano appartenuti a un animale di dimensioni medie (lunghezza circa 4,5 metri), con una corporatura relativamente snella e lunghe zampe posteriori. L'ilio possedeva un processo postacetabolare tendente all'orizzontale, simile a quello dell'iguanodonte americano Planicoxa (da qui il nome), ma non così accentuato. 

## Classificazione
I fossili di questo animale vennero scoperti nel 1916 da Reginald Walter Hooley sull'isola di Wight, nella formazione Wessex. I resti, nel 1976, vennero attribuiti da Peter Galton alla specie Vectisaurus valdensis, un iguanodonte noto fin dal 1879 ma conosciuto solo per alcuni fossili frammentari. L'esemplare venne poi ristudiato da Kenneth Carpenter e Yusuke Ishida nel 2010, e venne attribuito a una distinta specie di iguanodonte. Attualmente si suppone che Proplanicoxa fosse un iguanodonte relativamente evoluto, molto simile a Mantellisaurus; uno studio (McDonald, 2011) ritiene che i due animali fossero a tutti gli effetti una sola specie.